# Merremia longipedunculata
Merremia longipedunculata là một loài thực vật có hoa trong họ Bìm bìm. Loài này được (C.Y. Wu) R.C. Fang mô tả khoa học đầu tiên năm 1979.